# Coro Jacobus Gallus
Il Coro Jacobus Gallus è un coro polifonico con sede a Trieste è diretto da Marko Sancin.

## Storia
Il coro Jacobus Gallus, che fa capo alla scuola slovena di musica Glasbena matica - šola "Marij Kogoj" di Trieste, è stato rifondato nel 1991 per il volere del Maestro Stojan Kuret, dopo essere stato diretto fino al 1974 dal compositore triestino di minoranza slovena Ubald Vrabec. Ha eseguito numerose tournée nel centro Europa ed ha conseguito dalla fondazione numerosi risultati a concorsi nazionali e internazionali; ha inoltre inciso tre cd: Naša Pesem z žlahtnimi odsevi, Božično pričakovanje e O polnoči. Dal 1994 è stato diretto dal Maestro Janko Ban, dal 2004 al 2008 dal Maestro Matjaž Šček, dal settembre 2008 dal Maestro Marko Sancin.

## Tournée
Dal 1991 ha eseguito numerosi concerti in italia, Slovenia, Austria, Germania, Spagna e Ungheria.
Il Coro ha viaggiato e cantato in diverse parti d'Italia, in tutto il Friuli Venezia Giulia, In Veneto, Lombardia, Campania, Piemonte, Sicilia (scambio musicale con il coro MusicAntiqua di Siracusa). Si esibisce regolarmente a Festival internazionali e partecipa con successo a diversi concorsi.

## Discografia
Il coro ha registrato tre album dal 1991 a oggi: Naša pesem z žlahtnimi odsevi (tratto dalconcorso corale Naša Pesem), Božično pričakovanje (brani natalizi di autori vari mai registrati prima) e O Polnoči che raccoglie una serie di canzoni natalizie scritte dal compositore sloveno Ivan Šček.